# 채민서
채민서(본명: 조수진, 1981년 3월 16일 ~ )는 대한민국의 배우이다.

## 배우 활동
2002년 영화 《챔피언》의 주연배우로 데뷔했고, 2005년 영화 《가발》에 출연하기 위해 삭발을 감행했다.
2007년 일본 영화 《망국의 이지스》를 찍었을 때 일본에 대한 여론이 좋지 않아 많은 비난을 받았고, 당시 ‘채민서 연예계에서 몰아내기’라는 사이트까지 등장하였다. 2010년 영화 《채식주의자》에 작품성을 위해 첫 노출을 감행했다.

## 학력
- 대덕대학교 모델과 (학사)

## 출연작

### 드라마
- 2003년 KBS1 대하드라마 《무인시대》 ... 성평왕후 임씨 역
- 2003년 KBS2 주말연속극 《진주 목걸이》 ... 오연정 역
- 2007년 SBS 드라마 스페셜《쩐의 전쟁》
- 2007년 SBS 주말 특별기획 《불량 커플》... 김세연 역
- 2007년 tvN 수요드라마 《로맨스 헌터 리턴즈》 ... 송한나 역
- 2008년 OCN TV무비 《경성기방 영화관》 ... 정선 역
- 2009년 SBS 월화드라마 《자명고》
- 2010년 SBS 아침연속극 《여자를 몰라》 ... 오유란 역
- 2019년 TV CHOSUN 주말드라마 《바벨》 ... 조성희 역

### 영화
- 2002년 《챔피언》 ... 이경미 역
- 2004년 《돈 텔 파파》 ... 이애란 역
- 2005년 《가발》 ... 수현 역
- 2005년 《망국의 이지스》 ... 준희 역
- 2008년 《외톨이》 ... 최윤미 역
- 2008년 《달콤한 거짓말》 ... 어린 지호 목소리 역
- 2010년 《채식주의자》 ... 영혜 역
- 2013년 《슈퍼맨 강보상》 ... 백홍주
- 2014년 《숙희》... 숙희 역
- 2015년 《젊은엄마: 내 나이가 어때서》 ... 이진희 역
- 2016년 《캠핑》 ... 선영 역

### M/V
- 2007년 나윤권 - 뒷모습
- 2010년 JQ - 판타스틱

## 홍보대사
- 2006년 제14회 춘사대상영화제 홍보대사

## 사건사고
2012년 1월 30일, 서울특별시 강남구 청담동의 한 주택가에서 자신의 차(벤츠)를 혈중 알콜농도 0.081%인 상태로 운전하면서 사고를 냈다. 이후 면허정지 및 불구속 기소 처리되었다.
2012년 3월 음주운전으로 벌금 200만원, 2015년 12월에도 음주운전으로 벌금 500만원의 약식명령을 받았다. 그외 시기가 밝혀지지 않은 음주운전 사고가 한번 더 있었다. 보통이라면 방송을 나올 수가 없고 아예 3사 방송금지 먹어도 할 말 없는 수준인 셈이다.